# Радянський ультиматум Литві

Порівняння запланованих та фактичних територіальних змін у пакті Молотова – Ріббентропа (клацніть на зображення для більш високої роздільної здатности). Радянська сфера впливу та територіальні придбання оранжевого кольору.

СРСР поставив Литві ультиматум до півночі 14 червня 1940 року. Ради, використовуючи формальний привід, вимагали дозволу на територію Литви невстановленій кількості радянських солдатів і формування нового прорадянського уряду (згодом відомого як " Народний уряд "). Ультиматум і подальша інкорпорація Литви до складу Радянського Союзу випливали з поділу Східної Європи на німецьку та радянську сфери впливу, погодженого в пакті Молотова – Ріббентропа від серпня 1939 року. Литва разом з Латвією та Естонією потрапила до радянської сфери. Відповідно до радянсько-литовського Договору про взаємодопомогу від жовтня 1939 р. Литва погодилася дозволити близько 20 000 радянських військ розміщуватись на базах у Литві в обмін на отримання частини Вільнюської області (раніше польської території). Подальші дії СРСР щодо встановлення його домінування у сфері впливу були затримані зимовою війною з Фінляндією і відновлені навесні 1940 року, коли Німеччина швидко зростала в Західній Європі. Незважаючи на загрозу незалежности країни, влада Литви мало робила для планування непередбачених ситуацій і не була готова до ультиматуму.
Оскільки радянські війська вже розміщувались у країні відповідно до Договору про взаємну допомогу, було неможливо здійснити ефективний військовий опір.  15 червня Литва беззастережно прийняла ультиматум і втратила незалежність. Ради прагнули показати світові, що це не військова окупація та анексія, а соціалістична революція, ініційована місцевим населенням з вимогою приєднатися до Радянського Союзу.  Відповідно до цього Ради дотримувалися напівзаконних процедур: вони взяли під контроль урядові установи, створили маріонетковий уряд і провели показові вибори до Народного сейму. Під час першої сесії Сейм проголосив створення Литовської Радянської Соціалістичної Республіки та подав клопотання про прийняття до складу Радянського Союзу. Петиція була офіційно прийнята Верховною Радою Радянського Союзу 3 серпня 1940 року. Водночас майже однакові процеси відбувалися в Латвії та Естонії. Литва не відновить свою незалежність до проголошення Акту про відновлення Держави Литва 11 березня 1990 року.

## Передумови
Прибалтійські держави Литва, Латвія та Естонія були частиною Російської імперії протягом XIX століття, досягнувши незалежности після Першої світової війни. Підйом нацистської Німеччини протягом 30-х років породив радянський страх перед німецьким вторгненням  ще більше посилюється експансією Німеччини на Схід, наприклад, ультиматумом Литві в березні 1939 р., у результаті якого нація була змушена поступитися найбільш промислово розвинений регіон, Клайпеда, до Рейху.
СРСР підписав Пакт Молотова – Ріббентропа з Німеччиною в серпні 1939 р., частково як спробу відкласти можливість вторгнення.  Німеччина незабаром ініціювала Другу світову війну, вторгшись у Польщу 1 вересня. Спочатку було встановлено, що Литва перебуває у зоні впливу нацистської Німеччини згідно з секретним протоколом пакту Молотова – Ріббентропа, але пізніше Німецько-радянський договір про межу та дружбу від 28 вересня розділив між двома державами великі частини північно-східної Європи і призначив Литва до радянської сфери впливу.  Литовська делегація була запрошена до Москви, де 10 жовтня 1939 року вона підписала Радянсько-литовський договір про взаємодопомогу. Згідно з договором, СРСР поступився Литві частиною Вільнюського регіону, включаючи важливе місто Вільнюс, яке він отримав під час вторгнення до Польщі, в обмін на право розміщення до 20 000 (оригінальні торги) було 50 000) радянські війська в Литві на постійній основі.  Офіційні радянські джерела стверджували, що присутність радянських військових необхідна для посилення оборони слабкої нації від можливих нападів нацистської Німеччини.  Насправді це був перший крок до можливої окупації Литви, який The New York Times описав як "віртуальну жертву незалежности". 

Відповідно до Радянсько-литовського договору про взаємну допомогу Литва погодилася дозволити радянські військові бази (позначені чорними зірками) в обмін на частину Вільнюського регіону (помаранчевим)

Попри пакти, побоювання Радянського Союзу продовжувались.  У позиції, яку тривали російські військові теоретики, контроль над Балтійським морем був вирішальним для оборони Санкт-Петербурга, другого за величиною міста Радянського Союзу  а країни Балтії пропонували буферну зону між Радянським Союзом та Німеччиною.  Виконуючи цю стратегію, СРСР ініціював зимову війну у Фінляндії після того, як ця країна відхилила подібний договір про взаємну допомогу, запропонований Москвою.   Сталін був роздратований успіхами Німеччини в Європі, оскільки вони взяли Данію, Норвегію, Нідерланди, Бельгію та Люксембург до весни 1940 р.  За словами Микити Хрущова, після падіння Франції в травні Йосип Сталін висловив занепокоєння тим, що Адольф Гітлер "заб'є нам мізки". 
Однак політична ситуація в Литві залишалася стабільною в період з жовтня 1939 року по березень 1940 року. Ради не втручалися у внутрішні справи Литви  а радянські солдати добре поводились у своїх базах.  Ще 29 березня 1940 р. Міністр закордонних справ В'ячеслав Молотов виступив з промовою перед Верховною Радою Радянського Союзу, висловивши своє задоволення виконанням договорів про взаємодопомогу з Литвою, Латвією та Естонією.  Хоча литовські політики публічно хвалили СРСР за його щедрість і висловлювали "традиційну радянсько-литовську дружбу", приватно вони розуміли, що цей договір є серйозною загрозою незалежности Литви.  Популярне ставлення було відображено у гаслі «Вільнюс - mūsų, Lietuva - rus ru» (Вільнюс - це наш, а Литва - це Росія). 
Литовський уряд обговорював свої варіанти та обговорював можливість окупації з листопада 1939 року. Тоді литовські посланники Стасіс Лозорайтіс, Петрас Клімас і Броній Казис Балутіс підготували меморандум, що містив плани на випадок непередбачених ситуацій. Вони порадили посилити армію, внести кошти за кордон, зміцнити союз Антанти з Латвією та Естонією в 1934 р. Та розслідувати питання створення уряду в еміграції.  Незважаючи на те, що були передані різні резолюції, нічого відчутного так і не було досягнуто. Взимку 1940 р. Країни Балтійської Антанти обговорювали питання більшого співробітництва.  Враховуючи свої обставини, три уряди ретельно формулювали свої повідомлення  але переговори могли б бути використані як доказ того, що Литва змовилася з Латвією та Естонією, порушуючи договір про взаємну допомогу.

## Підвищення напруги

### Початкові звинувачення
Напруга між Радянським Союзом та Литвою наростала разом із успіхами Німеччини. До середини березня 1940 року Зимова війна з Фінляндією закінчилася, і Ради могли зосередити свою увагу на отриманні контролю над країнами Балтії.  У квітні, після того як Німеччина окупувала Данію, литовський посланник у Москві повідомив про зростання ворожості з боку російських дипломатів.  Протягом травня, коли битва за Францію була в самому розпалі, Ради посилили свою риторику та дипломатичний тиск.  16 травня, незабаром після вторгнення Німеччини до Люксембургу, Бельгії та Нідерландів, радянська офіційна газета " Известия" опублікувала статтю, в якій застережено, що маленькій країні було наївно намагатися нейтралітету, поки гіганти боролися за виживання.  У період з 18 по 25 травня російські солдати перевезли частину військової техніки з Вільнюса в Гайцюнай - місце, розташоване набагато ближче до урядового місця в Каунасі. Близькість дії до тодішньої столиці мала символічну вагу.
25 травня, за день до евакуації з Дюнкерка, міністр закордонних справ СРСР В'ячеслав Молотов представив дипломатичну ноту, в якій звинуватив уряд Литви у викраденні трьох радянських солдатів, дислокованих у Литві, відповідно до умов договору про взаємодопомогу.  У записці зазначається, що двох солдатів піддавали тортурам для отримання російської військової таємниці, але їм вдалося врятуватися, а третього, Бутаєва, було вбито.  Раніше в травні Бутаєв покинув свій підрозділ, і його обшукала литовська поліція. Коли його знайшли, він покінчив життя самогубством.  Литовський уряд відповів, що звинувачення безпідставні, але пообіцяв провести повне розслідування інциденту та скликав спеціальну комісію. Однак запити комісії щодо детальної інформації, включаючи інтерв’ю, фотографії, фізичні описи чи інші дані, які могли б сприяти розслідуванню, залишились без відповіді.   Офіційна позиція СРСР полягала в тому, що Литва повинна проводити розслідування самостійно і що її прохання є спробою перекласти відповідальність на росіян. 

### Прямі переговори
30 травня звинувачення були переглянуті в офіційному комюніке, опублікованому ТАСС, офіційним радянським інформаційним агентством.  Того ж дня Стасіс Лозорайтіс - литовський посланник у Римі - був уповноважений сформувати уряд у вигнанні на випадок радянської окупації.  Литовська поліція посилила безпеку навколо радянських баз і заарештувала 272 підозрілих осіб, але це лише викликало додаткову критику переслідування.  Міністр закордонних справ Юозас Урбшис запропонував врегулювати це питання на прямих переговорах у Москві.  Молотов погодився поговорити, але лише з прем'єр-міністром Антанасом Меркісом.  7 червня Меркіс прибув до Москви. Ради повторили звинувачення у викраденні. Було висунуто й інші звинувачення, зокрема твердження про те, що міністр внутрішніх справ Казис Скучас і директор Департаменту державної безпеки Августинас Повілайтіс провокували російських солдатів.  Під час другої зустрічі 9 червня  Молотов також звинуватив уряд Литви у змові з Латвією та Естонією щодо створення таємного військового союзу (стосовно Балтійської Антанти ), тим самим порушивши пакт про взаємодопомогу. 
10 червня уряд Литви обговорив нові події. Суд вирішив, що Меркіс повинен повернутися в Каунас, а Урбшис повинен надіслати ноту із пропозицією про вихід з Балтійської Антанти, повне розслідування інциденту та звільнення Скучаса та Повілайтіса.  В особистому листі президента Антанаса Сметони до голови Президії Верховної Ради Михайла Калініна повторюються запевнення, що Литва завжди шанує пакт про взаємодопомогу.  Третя, остання зустріч Мерких, Урбшиса та Молотова 11 червня не принесла жодної резолюції. Ради продовжували пред'являти звинувачення, на які литовці не могли суттєво відповісти  і більше не подавали жодних прохань, що підлягають дії.  12 червня Меркис повернувся до Литви та повідомив уряд про ситуацію.  Було вирішено, що Скучас повинен подати у відставку, і Повілайтіс буде негайно звільнений. Литовській армії було наказано бути напоготові, але жодних наказів щодо мобілізації чи готовности не видавали.  Литовські політики не повністю розуміли тяжкість ситуації і не думали, що результати будуть катастрофічними.  Урбшис повідомляв, що Ради категорично не схвалювали Меркиса та його кабінет; він запропонував створити новий уряд, можливо, очолюваний Стасисом Раштікісом, колишнім головнокомандувачем литовської армії.  Така пропозиція заважала внутрішнім справам Литви. 

### Внутрішня криза
Поки Меркис і Урбшис вели переговори в Москві, литовська опозиція побачила можливість позбавити влади авторитарного режиму Сметони та його Литовського національного союзу. 12 червня Християнські демократи та Селянський народний союз зібрались і вирішили попросити Казиса Бізаускаса та Юозаса Ауденаса подати у відставку, розраховуючи, що ці відставки спричинять кризу уряду.  Опозиція розглядала радянський тиск як засіб скинення режиму Сметони, відновлення демократії та збереження певної форми автономії.   Опозиція також сподівалася переконати Меркиса, який щойно повернувся з Москви, подати у відставку разом з рештою кабінету міністрів.  Однак Меркіса знайти не вдалося - він, мабуть, відпочивав у своєму маєтку поблизу Каунаса.  Потім цей епізод жорстоко критикували як ілюстрацію кількох слабких сторін уряду Литви: він недооцінював загрозу, яку представляв СРСР, був дезорієнтований під час кризи, а його члени зосереджувались на партійних інтересах, а не на національних пріоритетах.  Пізніше Альгірдас Жульєн Греймас описав дії опозиції як "радісний танець поруч із трупом загубленої держави". 

### Військові рухи
Мобілізація Червоної Армії розпочалася ще до останнього раунду нарад у Москві. 7 червня армії було наказано підготуватися до нападу на Литву. Станом на 5 червня всі радянські сили в Балтійському регіоні були призначені командуванням Семена Тимошенко, нарком оборони.  Ради зібрали свої сили на східному кордоні Литви в сучасній Білорусі ; вони складалися з п’яти дивізій та допоміжних підрозділів 3-ї та 11-ї армій. Армії включали 221 260 солдатів, експлуатували 1140 літаків і 1513 танків.  Литва вже розміщувала 18 786 радянських військ на своїй території.  На той час литовська армія налічувала 28 005 військовослужбовців і мала 118 літаків.  Ради готували лікарні для таборів для поранених та військовополонених.  11 червня під командуванням генерала Дмитра Павлова Ради доопрацювали свій план нападу і поклали на всі підрозділи конкретні завдання.  Накази полягали в тому, щоб безшумно перетинати кордон, застосовувати штики, щоб було помічено постріли, та маневрувати навколо оборонних сил, щоб швидше окупувати територію.  Ради розраховували взяти під контроль всю територію за три-чотири дні. 
У ніч на 14 червня, поки уряд Литви обговорював ультиматум, радянські солдати розпочали дії на кордоні. Вони вистрілили в прикордонний пункт поблизу Алітуса та вбили поліцейського Алексаса Бараускаса.  В інших пунктах Ради допитували литовських прикордонників і переслідували мирних жителів, сподіваючись спровокувати помсту, яка послужила б обґрунтуванням повномасштабного військового нападу. 

## Ультиматум і прийняття

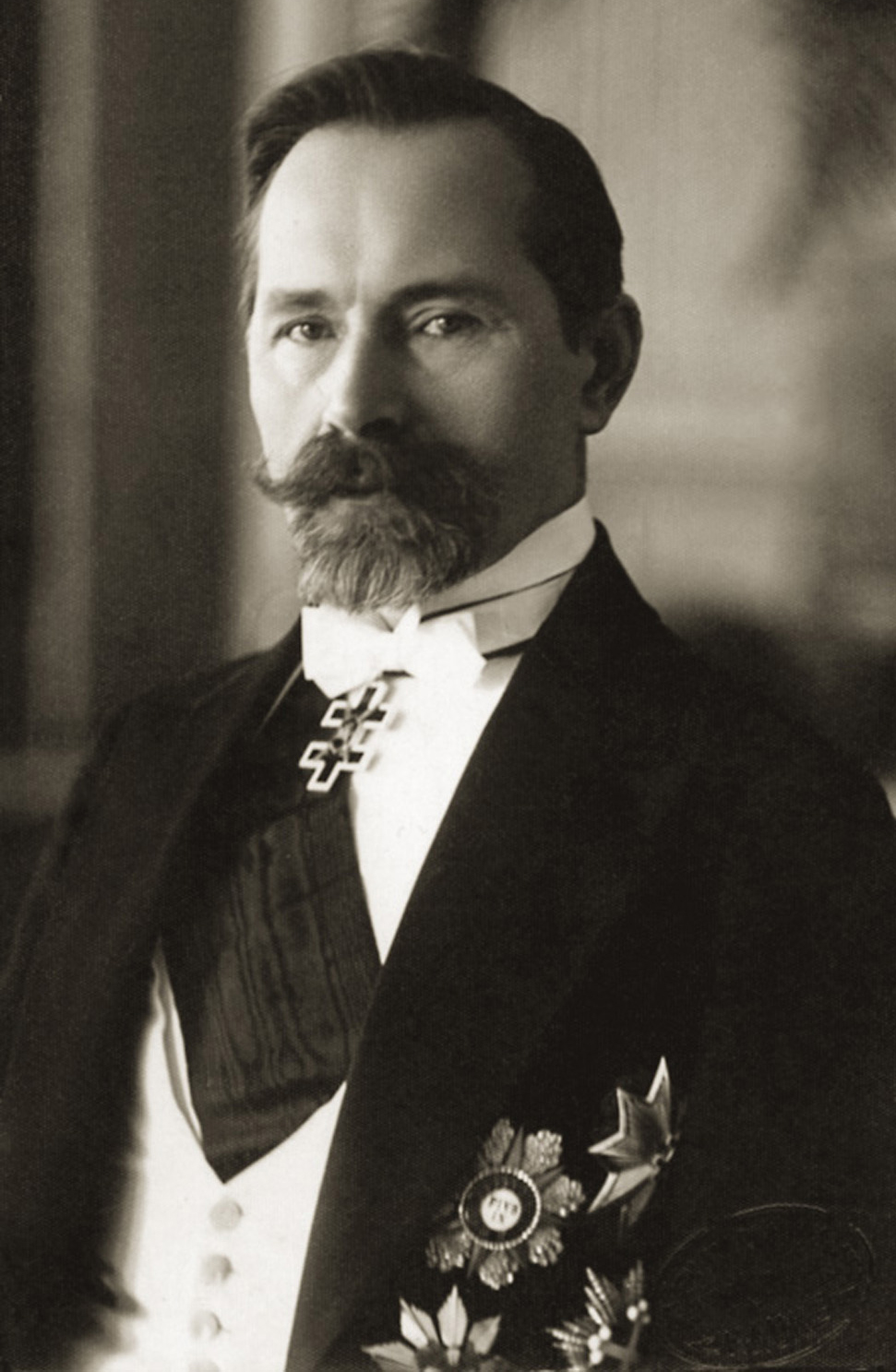
Президент Литви Антанас Сметона втік з країни незабаром після прийняття ультиматуму

Незадовго до опівночі 14 червня поки світ був зосереджений на неминучій капітуляції Парижа, Молотов пред'явив ульматум Урбшису в Москві. Він повторив попередні звинувачення у викраденні радянських солдатів та змові з Латвією та Естонією. Ультиматум вимагав:
1. Висунути Скучаса і Повілайтіса за те, що вони наказали викрасти радянських солдатів;
2. Сформувати уряд, більш спроможний дотримуватися Пакту про взаємодопомогу;
3. Дозволити в'їзд невизначеної, але "досить великої" кількості радянських військ на територію Литви;
4. Відповідь дати до 10:00 наступного ранку.

Литовський уряд, якому було дано менше 12 годин на відповідь, обговорював ультиматум під час нічної сесії. Було ясно, що як би не реагував уряд, радянська армія вторгнеться до Литви. Президент Антанас Сметона погодився лише з вимогою сформувати новий уряд, аргументований за військовий опір, навіть якщо він був символічним. Меркис та його заступник Казис Бізаускас закликали ухвалити рішення. Радянські війська були розміщені в Литві з жовтня 1939 року і діяли чесно - Ради, безперечно, продовжували б бути розумними.  Член опозиції Бізаускас розглядав ультиматум як можливість позбутися режиму Сметони. Історики цитували його позиції, щоб проілюструвати його нерозуміння жахливої ситуації. Раштікіса, як потенційного главу нового уряду, запросили на зустріч. Як колишні, так і нинішні головні військові командуючі Раштікіс та Вінцас Віткаускас повідомили, що здійснення ефективного збройного опору, коли радянські війська вже були в країні, а литовські військові не були мобілізовані, було неможливим. Уряд також відхилив дипломатичний протест. На думку Раштікіса, подібні дії були порожніми і викликали б не лише гнів росіян а Урбшис, зателефонувавши з Москви, закликав не зайво роздратувати росіян. Меркіс та його кабінет подали у відставку, щоб звільнити місце новому уряду на чолі з Раштікісом. Засідання закінчилось о 7 ранку рішенням прийняти всі вимоги Росії без висловлення протесту чи скарги. 
До обіду литовці отримали відповідь із Москви, в якій говорилося, що Раштікіс не є підходящим кандидатом на посаду прем'єр-міністра. Відбором іншого кандидата керував би заступник Молотова Володимир Деканозов. Меркіс продовжував виконувати обов'язки прем'єр-міністра. Сметона, який продовжував не погоджуватися з більшістю свого уряду, вирішив залишити країну на знак протесту і призначив Меркіса виконуючим обов'язки президента. До пізнього вечора 15 червня, Смятон і міністру оборони Kazys Musteikis досягли Кибартай і перетнули кордон до Німеччини, де вони були отримала тимчасовий притулок. Литовська охорона не давала їм пройти; таким чином, Сметоні довелося пробиратися по неглибокій річці Лієпони. Від'їзд Сметони працював на користь Рад; його зневага відкрила його для глузування, і вони змогли використати настрої проти нього, не боячись, що його побачать як мученика. Втікаючи, Сметона врятувався від долі президента Латвії Карліса Улманіса та президента Естонії Костянтина Пятса, якими маніпулювали Ради, а згодом були заарештовані. За конституцією Литви Меркис став виконувачем обов'язків президента.
Червона армія повинна була ввійти на територію Литви з трьох окремих напрямків о 15:00 і мала наказ взяти під контроль Вільнюс, Каунас, Расейняй, Паневежис та Шяуляй. Литовській армії було наказано не чинити опір і вітати дружні привітання; її повітряним силам було наказано залишатися на землі. Ради приїхали у великій кількості, забиваючи литовські дороги. Вони мали очевидний намір проявити владу та залякати будь-який опір. Письменник Ігнас Шейніус стверджував, що спостерігав за тим самим ескадроном радянських літаків, що повторювали один і той же політ, щоб створити враження набагато більших радянських ВПС. 
16 червня Латвії та Естонії були видані майже однакові ультимати, хоча їм було дано лише вісім годин на відповідь. Коли Литва вже була в радянських руках, збройний опір у Латвії чи Естонії був ще більш марним. Усі три держави були окуповані та втратили свою незалежність до 1990 року.

## Наслідки

### Легітимізація окупації
Однією з головних цілей Деканозова була організація маріонеткового уряду, який би легітимізував окупацію.  16 червня уряд Литви, перевищивши свої повноваження, вирішив, що еміграція Сметони фактично є відставкою  і надав Меркісу повноваження президента.  17 червня Меркіс призначив Юстаса Палецькіса новим прем'єр-міністром  і затвердив новий уряд, відомий як Народний уряд. Тоді Меркіс та Урбшис подали у відставку; пізніше обидва будуть заарештовані та депортовані до Росії.  Палецькіс обійняв пост президента і призначив прем'єр-міністром письменника Вінкаса Креве-Міцкявічюса.  До складу Народного уряду увійшло кілька відомих політиків та громадських діячів, щоб заспокоїти громадськість, що нова влада була не інструментом радянської окупації, а простою заміною авторитарного режиму Сметони.  Оскільки була сильна опозиція правлінню Сметони, деякі литовці трактували це як руйнування президентської влади, а не як втрату незалежности. 
1 липня Народний уряд розпустив Четвертий сейм Литви та оголосив показові вибори до " Народного сейму ", що відбудуться 14 липня. Новий виборчий закон був прийнятий 5 липня. Закон, що суперечить конституції  визначав, що лише кожен кандидат може претендувати на кожне місце в парламенті. Це також було сформульовано таким чином, щоб ефективно обмежити поле Литовської комуністичної партії та її прихильників.  Офіційні шахрайські результати  показали явку виборців 95,51% та підтримку 99,19% комуністичних делегатів.  Однак офіційно 39 обраних делегатів були комуністами, а 40 - незалежними.  Під час першої сесії 21 липня парламент проголосив створення Литовської Радянської Соціалістичної Республіки та звернувся до Верховної Ради з проханням прийняти цю нову республіку до Союзу.  Делегація Литви з 20 осіб представила справу про реєстрацію в Москві 1 серпня. Петиція була прийнята 3 серпня, і Литва стала 14-ю республікою Радянського Союзу. 

### Радянізація Литви
Відразу після окупації новий уряд розпочав реалізацію політичної, економічної та соціальної політики радянізації. 1 липня всі культурно-релігійні організації були закриті.  Комуністична партія Литви - близько 1500 членів  та її молодіжна філія були визначені єдиними законними політичними утвореннями. Перед виборами до Народного сейму Ради заарештували близько 2000 найвидатніших політичних активістів.  Ці арешти паралізували опозицію. Репресії тривали і посилювались. За оцінками, протягом року після анексії 12 000 осіб були ув'язнені як " вороги народу".  У період з 14 по 18 червня 1941 року, менш ніж за тиждень до вторгнення нацистів, близько 17 000 литовців було депортовано до Сибіру, де багато загинули через нелюдські умови життя (див. Червнева депортація ).  
Усі банки (включаючи всі рахунки, що мають понад 1000 літ ), володіння нерухомістю більше 170 м2 (1 800 фут2), а приватні підприємства, в яких працювало понад 20 робітників або набрали понад 150 000 літ, були націоналізовані.  Це порушення в управлінні та діяльности призвело до різкого падіння виробництва. Литовський літ був штучно амортизований у три-чотири рази менше його фактичної вартості  і вилучений до березня 1941 року  Падіння виробництва в поєднанні з масовими витратами російських солдатів і чиновників шанованих рублів спричинило широкий дефіцит.  Вся земля була націоналізована; найбільші ферми були скорочені до 30 га (74 акри) та додаткові землі (близько 575 000 га (1 420 000 акрів) ) було роздано дрібним фермерам.  Щоб перетворити дрібних селян проти великих землевласників, у Литві не відразу було запроваджено колективізацію. Готуючись до можливої колективізації, сільськогосподарські податки були збільшені на 50–200% та введені додаткові важкі призови в натуральній формі.  Деякі фермери не змогли сплатити непомірні нові податки, а близько 1100 з більших були піддані суду. 

### Нацистська окупація
22 червня 1941 року нацистська Німеччина вторглася в СРСР і за тиждень взяла під контроль всю Литву. Спочатку німців зустрічали як визволителів від гнітючого радянського режиму. Литовці сподівались, що німці відновлять свою незалежність або принаймні дозволять певний ступінь автономії (подібно до Словацької Республіки ). Організований Литовським активістським фронтом (ЛАФ), литовці піднялися в рамках антирадянського та пронацистського червневого повстання, створили короткочасний Тимчасовий уряд і проголосили незалежність. Однак німці не визнали Тимчасовий уряд і створили власну цивільну адміністрацію - Рейхскомісаріат Остланд. Коли Червона Армія відновила контроль над Литвою влітку 1944 - січні 1945 року, литовські партизани розпочали збройну боротьбу проти другої радянської окупації. За оцінками, під час партизанської війни між 1944 і 1953 роками було вбито 30 000 партизанів та прихильників партизанів 

## Вплив та оцінка
Не вдавшись, Червневе повстання продемонструвало, що багато литовців були рішуче налаштовані на незалежність.  Литва розчарується у нацистському режимі та організує опір, зокрема Верховний комітет визволення Литви, але СРСР залишився "Громадським ворогом номер один".  Уявлення литовців про те, що єврейський більшовизм був причетний до окупації, посилило антисемітські настрої та сприяло участі литовців у Голокості.  
Прийняття ультиматуму залишається надзвичайно суперечливою темою в Литві. Спостерігачі критикують литовську армію, яка споживала близько 20% державного бюджету, за те, що вона не здійснила навіть символічного опору, який призвів би до скасування тверджень СРСР про те, що поглинання влади було "соціалістичною революцією" і законною зміною влади.  Інші критикують уряд за бездіяльність: протягом восьми місяців було створено плани на випадок непередбачених ситуацій. За виключенням збройного опору, залишались дипломатичні варіанти - уряд Литви міг відхилити ультиматум, відступити за кордон і сформувати визнаний уряд в еміграції.  Історик Альфонс Ейдінтас вказує на недостатнє розуміння суспільством ризику. Негативні новини про Ради були піддані цензурі, і навіть політики не вірили, що ультиматум означатиме повну втрату незалежности.  Інша дискусія зосереджується на відсутності кровопролиття. Прийнявши ультиматум, уряд, можливо, уникнув людських втрат на той час, але його подання могло також заохотити пізніші радянські репресії.  Російська Федерація, держава-спадкоємиця Радянського Союзу, продовжує суперечити, чи не представляють окупацією події навколо ультиматуму та наступні роки, проведені Литвою як Радянська Соціалістична Республіка.  